# 폴 슈에레브

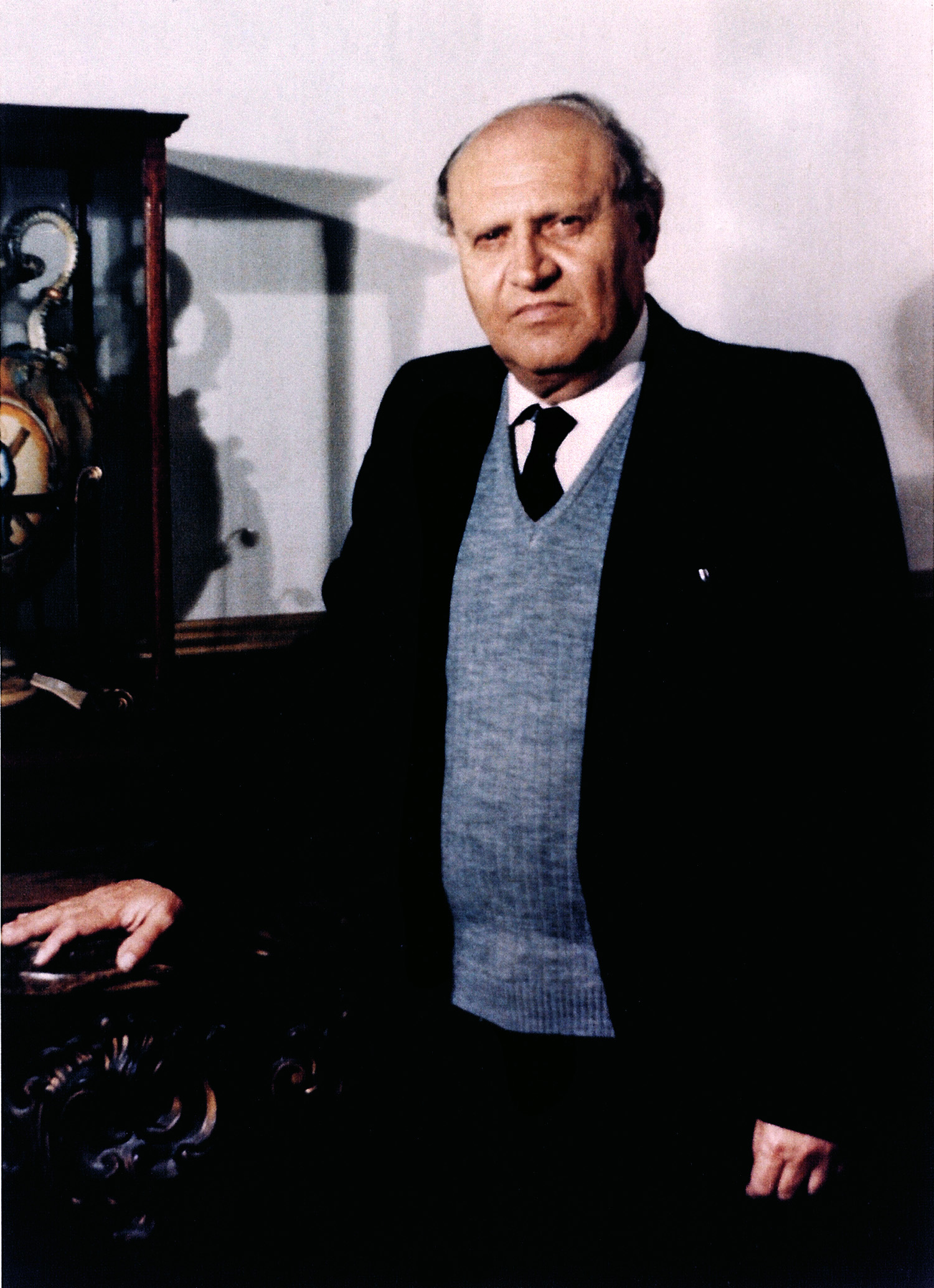
폴 소레브

폴 슈에레브(Paul Xuereb, 1923년 7월 21일 ~ 1994년 9월 6일)는 몰타의 정치인으로, 1987년부터 1989년까지 몰타의 대통령 대행을 했다.